# Ясіня
Ясіня́ — селище на заході України, адміністративний центр Ясінянської селищної громади Рахівського району Закарпатської області.

## Географія
Селище Ясіня розташоване за 237 км від обласного центру та 31 км від районного центру, біля підніжжя гірських масивів Чорногори і Свидовця, над річкою Чорна Тиса, в межах Ясінської улоговини. На південно-західній околиці селища тече струмок Свидовець, який впадає у річку Чорна Тиса.
У селі річка Лопушанка впадає у Лазещину.

## Назви
- Ясін́я — сучасна українська назва.
- Ясінє — гуцульська назва.
- Ясін (їд. יאַסין, Jasin) — історична єврейська назва.
- Керешмезе (угор. Kőrösmező) — історична угорська назва; вперше згадується в джерелах 1555 року як Kreusmezew.
- Фрасін (рум. Frasin) — історична румунська назва.

## Походження назви
За легендою, галичанин Іван Струк пас на цьому боці овець, але раптовий глибокий сніг завадив йому перегнати отару додому. Тож він зробив з ясена кошару для овець, а сам подався до своїх. Коли повернувся, застав отару цілою і неушкодженою, та ще й із приплодом. На знак вдячності Богові він спорудив дерев'яну церквицю, яку прозвали Струківською. А ясен відтоді став символом селища і його назвою. І нині на гербі Ясіня — вівчар Іван Струк, зелене дерево та отара.

## Клімат
За кліматичною класифікацією Кеппена клімат Ясіня вологий континентальний із теплим літом (Dfb).
| Клімат Ясіні              | Клімат Ясіні | Клімат Ясіні | Клімат Ясіні | Клімат Ясіні | Клімат Ясіні | Клімат Ясіні | Клімат Ясіні | Клімат Ясіні | Клімат Ясіні | Клімат Ясіні | Клімат Ясіні | Клімат Ясіні | Клімат Ясіні |
| Показник                  | Січ.         | Лют.         | Бер.         | Квіт.        | Трав.        | Черв.        | Лип.         | Серп.        | Вер.         | Жовт.        | Лист.        | Груд.        | Рік          |
| Середній максимум, °C     | −1,4         | 0,2          | 5,4          | 12,2         | 17,6         | 20,5         | 21,9         | 21,6         | 17,9         | 12,4         | 5,3          | 0,5          | 11,2         |
| Середня температура, °C   | −4,9         | −3,2         | 1,2          | 7,1          | 12,2         | 15,2         | 16,6         | 16,1         | 12,6         | 7,5          | 2,0          | −2,2         | 6,7          |
| Середній мінімум, °C      | −8,4         | −6,5         | −3           | 2,0          | 6,8          | 9,9          | 11,3         | 10,7         | 7,3          | 2,6          | −1,2         | −5,2         | 2,2          |
| Норма опадів, мм          | 43           | 40           | 41           | 60           | 90           | 111          | 103          | 85           | 55           | 44           | 47           | 53           | 772          |
| ------------------------- | ------------ | ------------ | ------------ | ------------ | ------------ | ------------ | ------------ | ------------ | ------------ | ------------ | ------------ | ------------ | ------------ |
| Джерело: climate-data.org |              |              |              |              |              |              |              |              |              |              |              |              |              |

## Населення
| роки | 1921  | 1986  | 2001  | 2005  | 2025  |
| ---- | ----- | ----- | ----- | ----- | ----- |
| осіб | 9 370 | 7 900 | 8 043 | 9 100 | 8 200 |

### Мовний склад
Рідна мова населення за даними перепису 2001 року:
| Мова            | Кількість | Відсоток |
| --------------- | --------- | -------- |
| українська      | 7195      | 89.46%   |
| угорська        | 661       | 8.22%    |
| циганська       | 98        | 1.22%    |
| російська       | 67        | 0.83%    |
| білоруська      | 6         | 0.08%    |
| румунська       | 4         | 0.05%    |
| польська        | 2         | 0.02%    |
| німецька        | 1         | 0.01%    |
| болгарська      | 1         | 0.01%    |
| інші/не вказали | 8         | 0.10%    |
| Усього          | 8043      | 100%     |

## Історія

### Історичні згадки
Перша згадка про Ясіня є у письмових джерелах 1555 року (засновники — гуцули з галицького боку Карпат). У цій згадці йдеться про те, що воно належить угорському феодалу Драгфі, а у 1583 році перейшло у власність феодала Каролі.

### Опришківський рух
У XVIII столітті в околицях діяли опришки. Від них лишилася «капличка Олекси Довбуша», споруджена коштом ватага 1750 року. Відомі також перекази про те, що в Ясіню на початку XVIII століття загинув інший відомий ватажок опришків — Григор Пинтя. Опришківський загін під проводом Михайла Фішерюка-Маріщука діяв на околицях Ясіня навіть у перші роки Першої світової війни.

### Австро-Угорщина

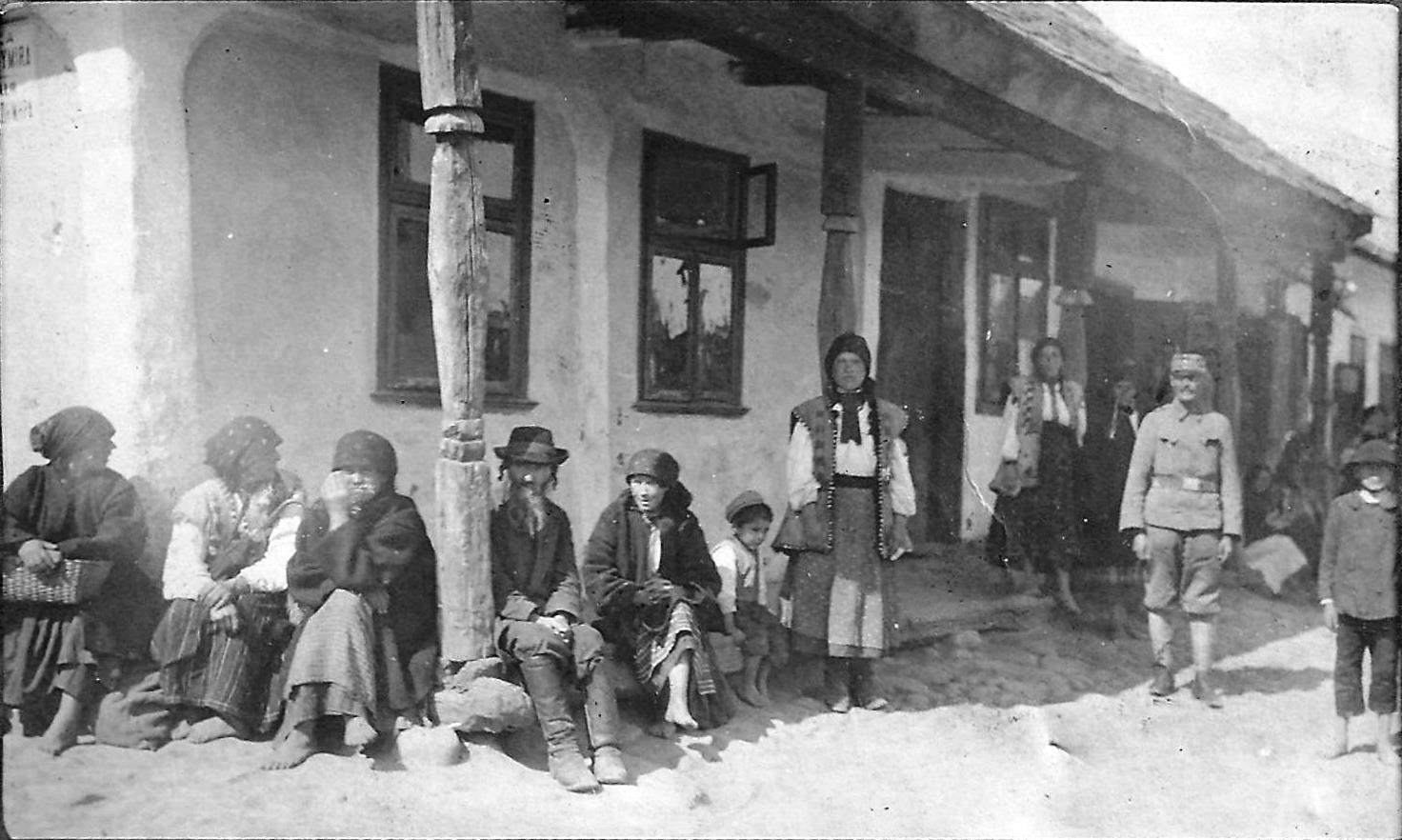
Різні етноси в центрі Ясіня (початок XX століття)

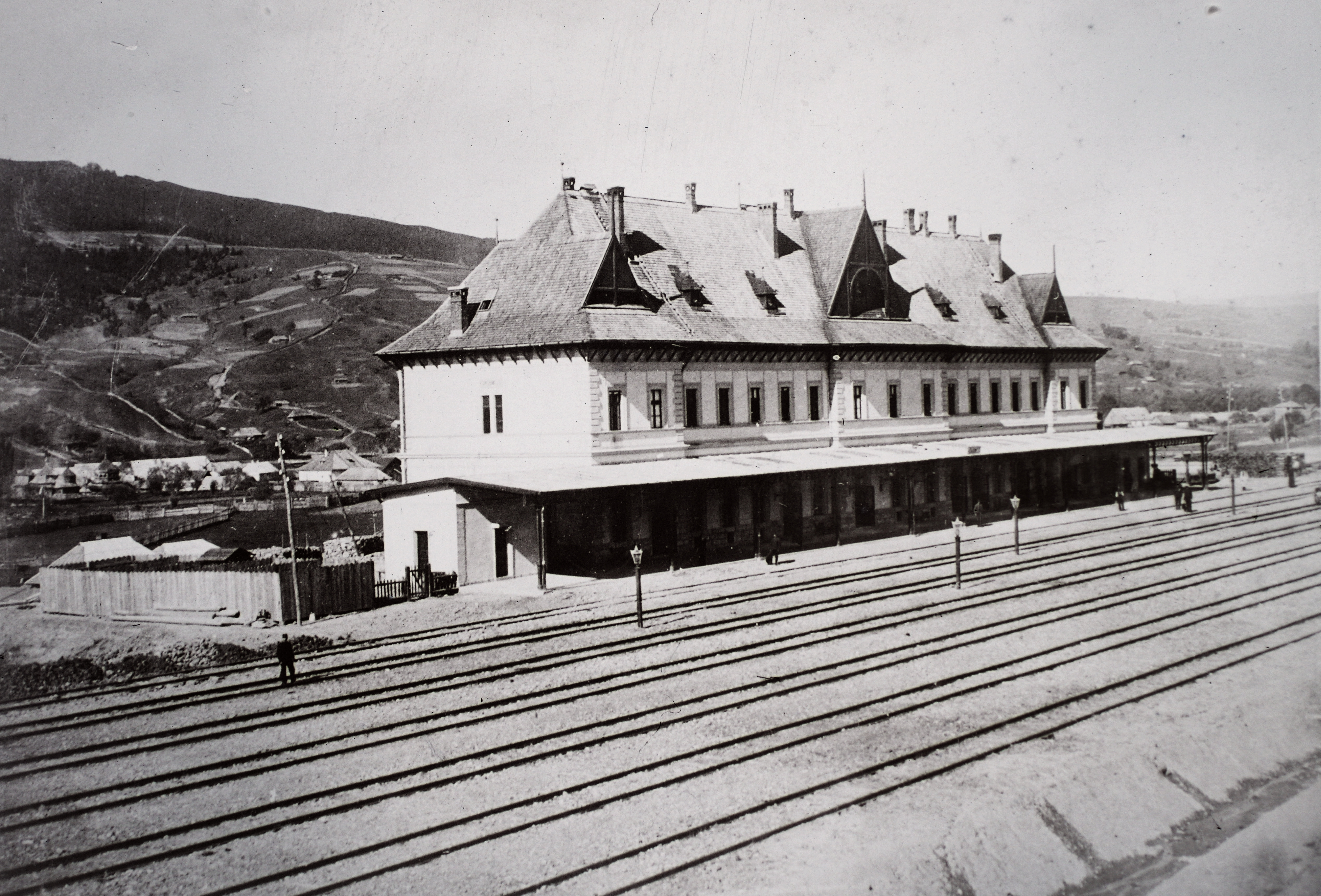
Залізнична станція Ясіня (1907)

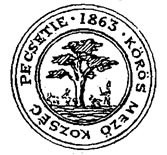
Гербова печатка Ясіні

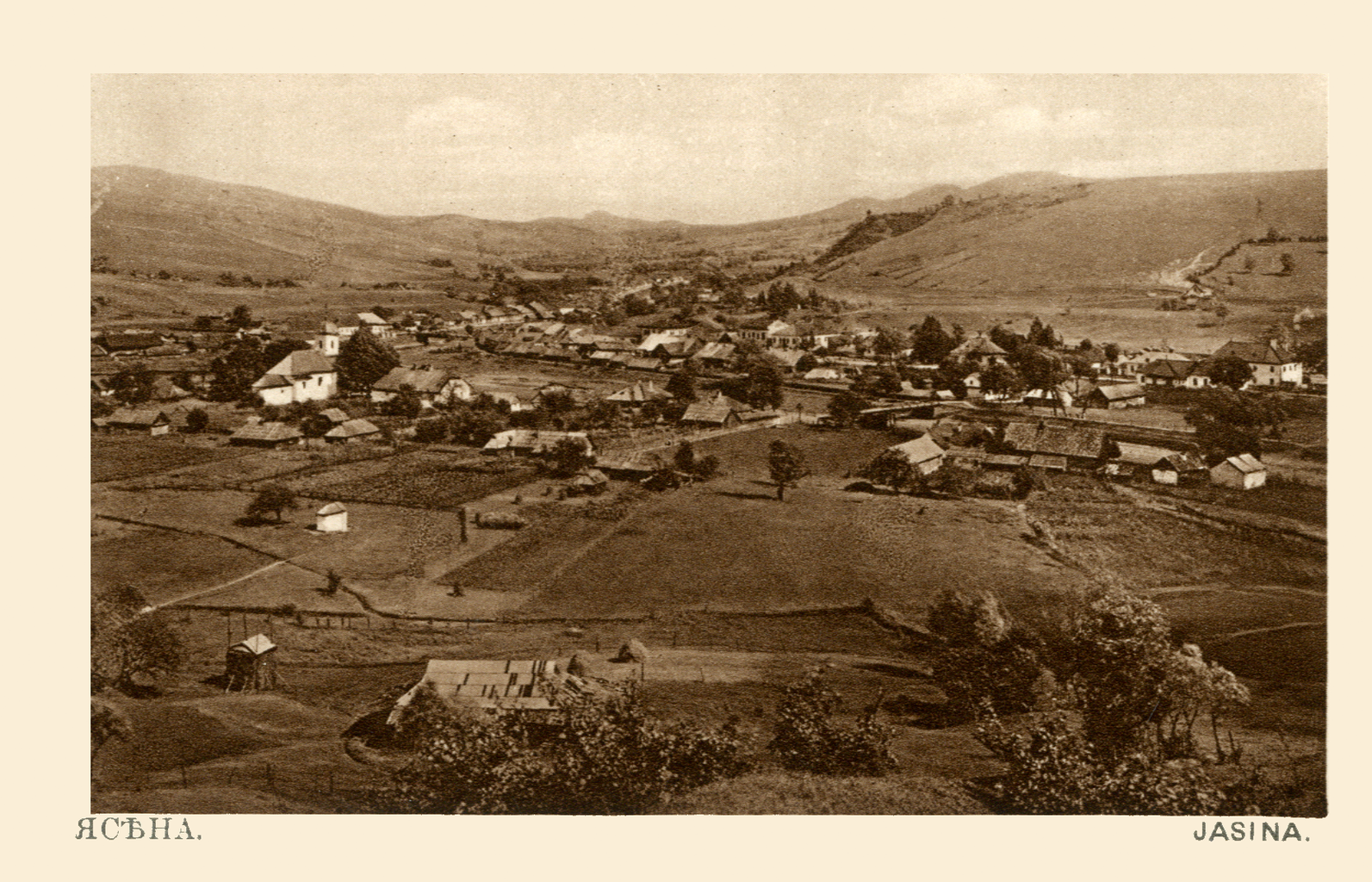
Знимка Ясіня (1920)

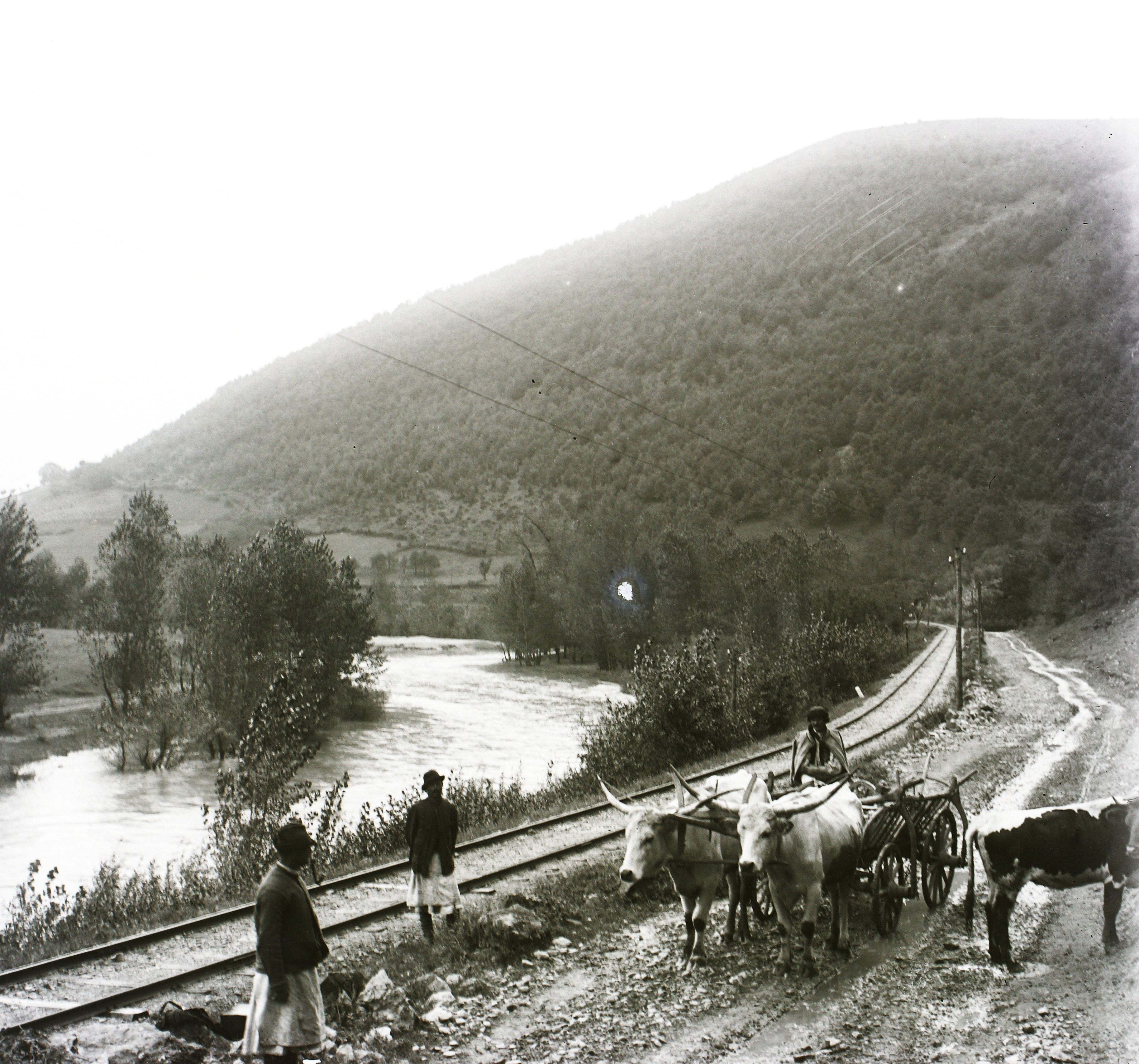
Залізнична лінія біля Ясіня (1907)

На початку XIX сторіччя в селищі починають діяти перші церковнопарафіяльні школи. Судячи з документів про дарчу на землю, навчання в них велося церковнослов'янською мовою. У документах того часу зустрічаються записи українських слів латинськими буквами. Відкривається школа для родин колоністів. 1800 року, в селі оселилася родина єврея Марамороша, що заснував єврейську громаду в Ясіню. Він одержує ліцензію для організації забезпечення продуктами німецьких переселенців і місцевого населення, що працювало на лісозаготівлях. Майже завжди Ясіня перебувала на кордоні (від того часу в горах і нині збереглися прикордонні стовпчики), що зумовило існування у Ясіню чималої єврейської громади. Від тих часів на пагорбі (відразу за поворотом на село Чорна Тиса) зберігся автентичний єврейський цвинтар — кіркут.
У середині XIX століття населення села становило 2778 чоловік. По переписі 1900 року населення села вже становило 3454 чоловік. З них 1439 було зайнято в сільському господарстві, 219 — у ремісничому виробництві, 150 у торгівлі, 255 були робітниками — поденниками, 158 слуг, 330 чоловік ходили на сезонні заробітки. 
Наприкінці XIX — початку XX століття в Ясіні здійснене регулювання річок і припливів та будується залізниця (завершено будівництво у 1896 році). Ці міри були початі для збільшення вивозу лісу, що використовувався навіть, як корабельний. З деревини, що добували в цьому краї виготовляли дуже коштовні меблі й інші вироби. Велике зрушення дало місцевості будівництво залізниці, яка була здана в експлуатацію 15 серпня 1895 року. Угорська Північно-Східна залізниця почала на Мараморощині у 1890 році прокладати залізничну лінію, яка згодом стала частиною МАВ (Угорської загальнодержавної залізниці). Отримало новий поштовх будівництво залізниці у 1892 році. З Великого Бичкова починається будівництво залізниці у Мараморощині у північно-східному напрямку як головної лінії, яка у 1894 році включило Ясіня до залізничну систему імперії. 1895 року збудовано 76,46 км залізниці, яка досягла до Лазіщини та державного кордону Австро-Угорської імперії.
У XIX столітті Ясіня — містечко Тисодолинянського повіту (округу) Марамороського комітату. Користувалося власною печаткою з гербом: на срібному тлі — зелене ясенове дерево, під яким селянин пасе кіз.
У 1914 році населення складало 9795 осіб, з них використовували розмовну мову: 
- українську — 6824;
- угорську — 1461;
- німецьку — 1484;
- інші — 26.

За віросповіданням:
- греко-католики — 6904;
- римо-католики — 1285;
- юдеї — 1520;
- реформатори — 76;
- кальвіністи — 8.

За наявним даними, приблизно в цей час, у Ясіні проживало дві православні родини. 

### Перша світова війна та Гуцульська республіка

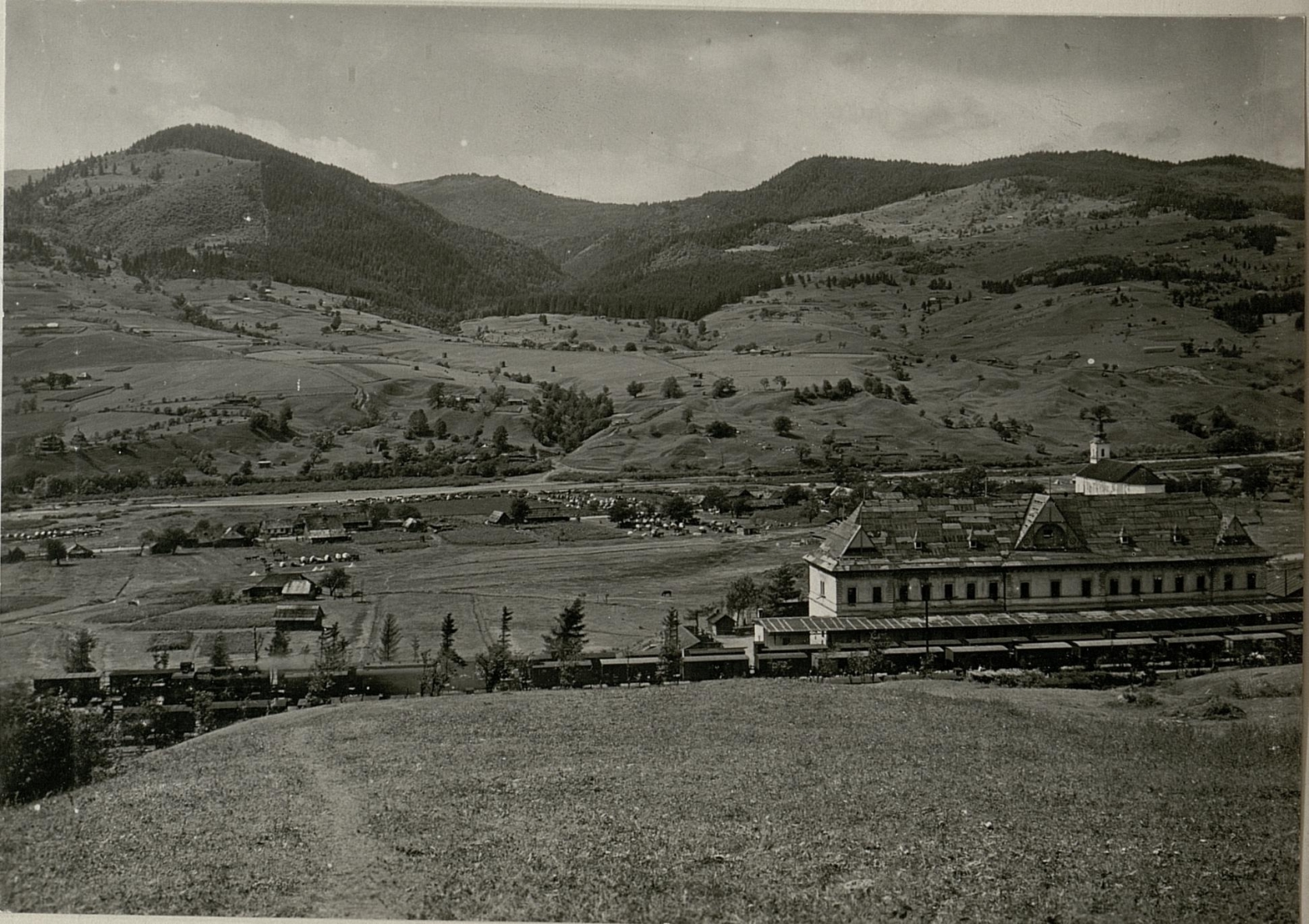
Вид на центральну частину села в період Першої світової війни

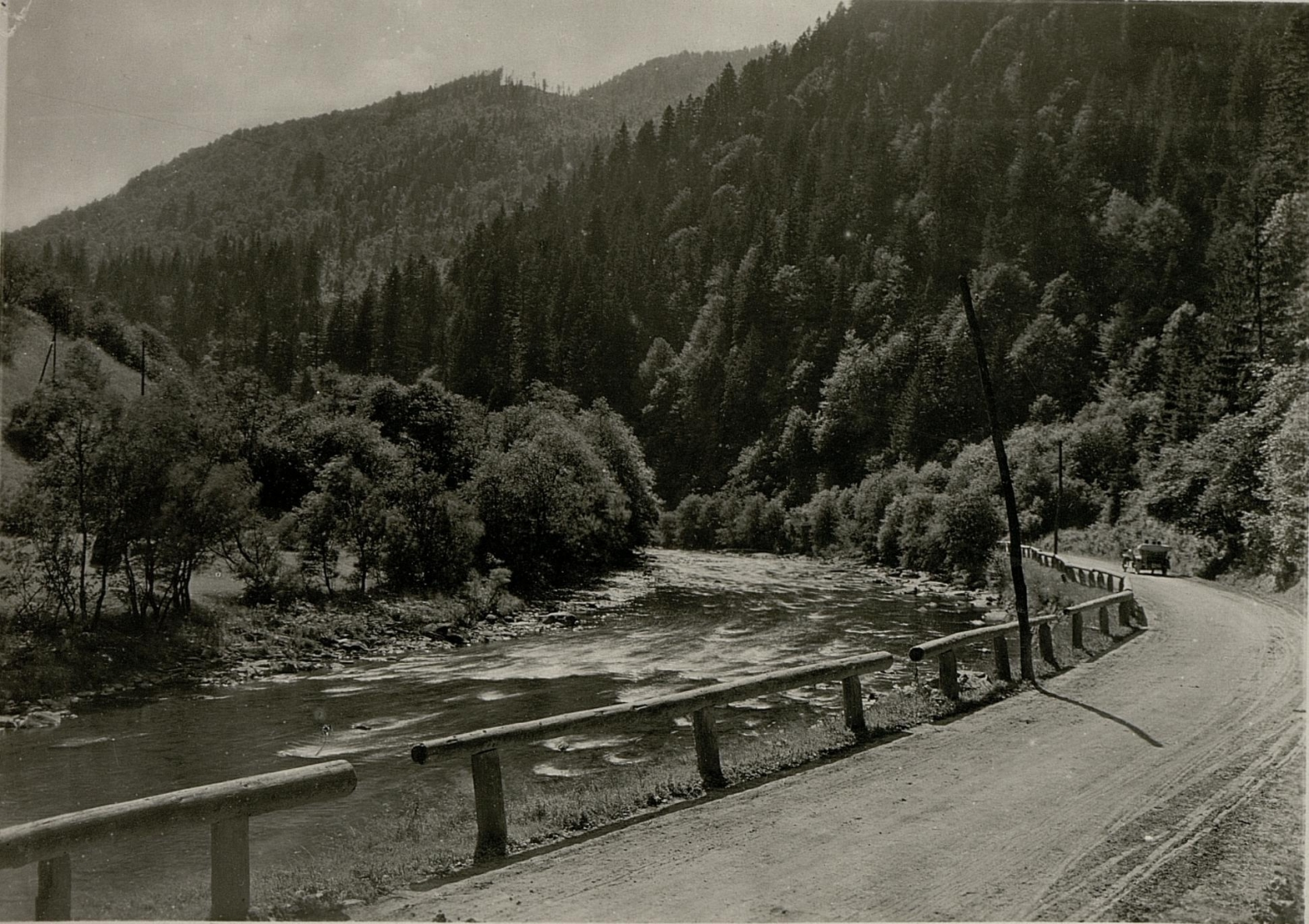
Дорога до Ясіня у період Першої світової війни

Під час Першої світової війни, в Австро-Угорську армію було рекрутовано майже 300 жителів села. Двічі на території села були російські війська, за симпатії до яких було присуджено до розстрілу близько 60 чоловік.
Листопадова революція в Австро-Угорщині (1918) привела до падіння монархії. Ці події послужили початком проголошення Гуцульської Республіки, із центром у Ясіні. 8 листопада 1918 року в центрі села було зібрано багатотисячне віче, на якому була створена Українська Народна Рада. До неї ввійшли найшанованіші люди села, включаючи представників німецького, угорського і єврейського суспільств.
9 листопада 1918 року Народна Рада в Ясіні проголосила Гуцульську Республіку (президент — Степан Клочурак) як частину ЗУНР і організувала з частиною Українська галицька армія похід на Сигіт. На початку січня 1919 року в селище прибув каральний гарнізон в кількості 608 осіб. Дізнавшись про це, 42 ясінчани під виглядом церковної коляди в присутності священника, під звуки трембіт прийшли на залізничний вокзал, де перебували угорці, і роззброїли гарнізон. Ясіню проголосили столицею Гуцульської Республіки, а її президентом обрали президента Степана Клочурака. Ясінчани обрали герб «Тризуб», синьо-жовтий прапор, Українську Народну Раду в Ясіні, яку ще називали Гуцульською радою. Очолювати Раду народом був обраний Степан Клочурак. Українська Народна Рада в Ясіні була добре організованим і демократично обраним органом влади. Вона підтримувала зв'язок з урядом ЗУНР, у якому була організована «Секція пропаганди для угро-русинів», яка постачала Закарпаття українською літературою й підручниками. У грудні 1918 року в Ясіню направляється 620-а каральна військова експедиція й урядовий комісар Кальман Фізешірі. 2 січня 1919 року в Станіславі (Івано-Франківськ) відбулося засідання Народної Ради Західної України, на якому проголошено об'єднання Західно-Української Народної Республіки з Українською Народною Республікою. На ньому виступив Степан Клочурак, якого тепло привітав голова ЗУНР Є. Петрушевич. Проти ночі з 6 на 7 січня відбулося збройне повстання, а 8 січня 1919 року було проголошене створення Гуцульської Республіки. Активну участь у цих подіях брали брати Василь, Дмитро й Іван Климпуші, Іванюки, Д. Німцук й інші. Усього брали участь у повстанні 86 чоловік, у тому числі 23 старшин і підстаршин військ ЗУНР. 13 січня 1919 року, військо Гуцульської республіки під командуванням Степана Клочурука вирушає окремим поїздом у похід на Мараморський Сігет. До складу гуцульських сотень входять і добровольці з Галичини. За короткий період були звільнені села Рахівского району й місто Рахів. Однак поразка в Сігетській Коморі не дозволила далі продовжувати визвольний похід. А Гуцульська республіка проіснувала до окупації краю румунськими військами (червень — липень 1919 року).
У червні 1919 року румунські війська зайняли Ясіня. Згодом, за рішенням Сан-Жерменського мирного договору Ясіня, як і все Закарпаття, було приєднано до Чехословаччини.

### Чехословаччина

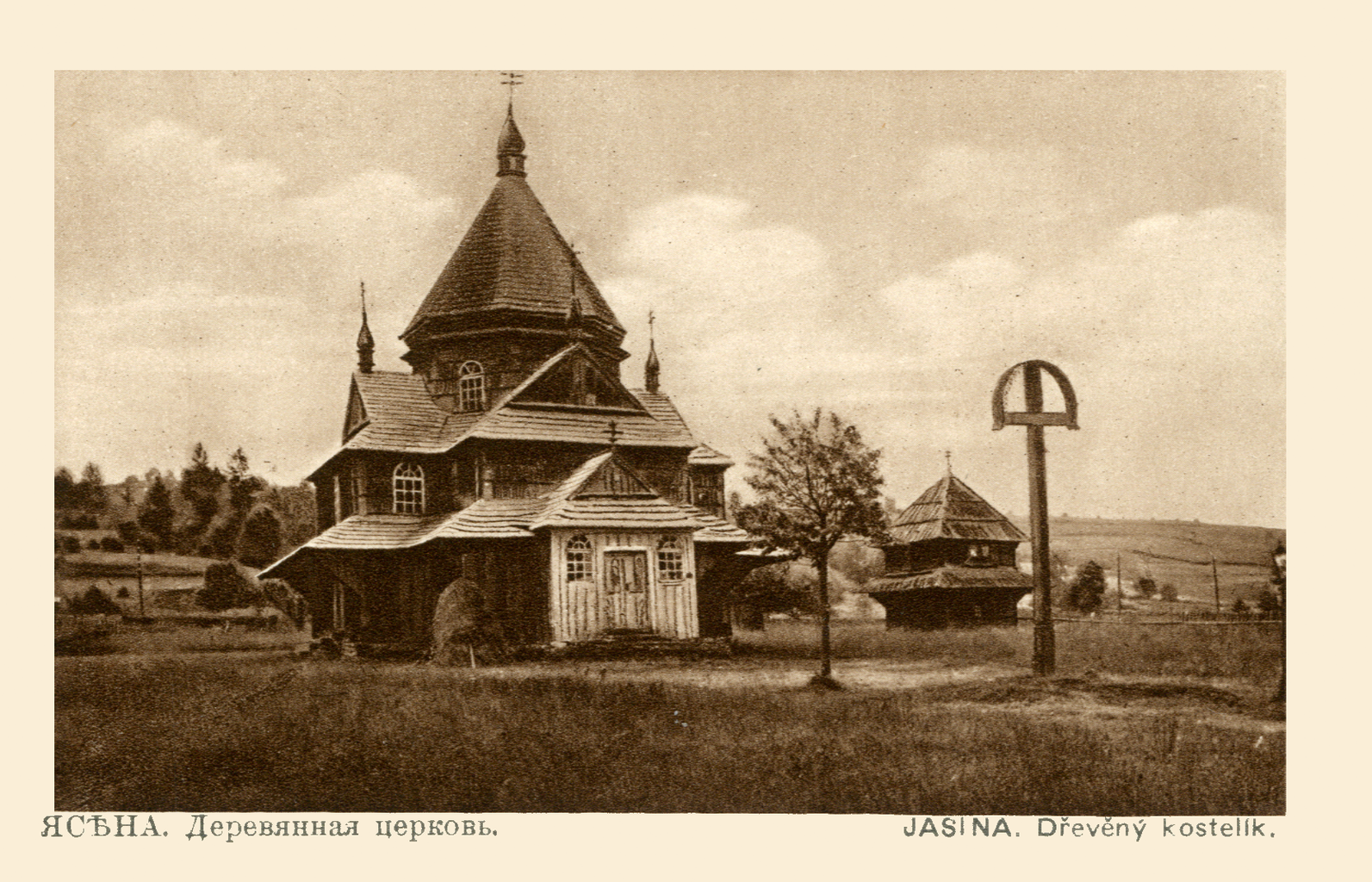
Дерев'яна церква в Ясіня (1920)

По Сен-Жерменському договору (1919) Закарпаття увійшло до складу Чехословаччини. Ясіня стало прикордонним містечком. Розвивається торгівля, діють гуртові склади. Чеська влада сприяла розвитку сільського господарства. Надавалися кредити людям, які бажали придбати землю. Ремонтувалися дороги й будувалися нові автодороги, підпірні стіни (кашиці). Була побудована вузькоколійна залізниця (демонтована у 1960-х роках за рішенням радянських владних структур). Розвивалася освіта: у 1930-х роках у селі діють чотири початкові, одна «горожанська» (восьмикласна), і школа різьбярів по дереву. Створено футбольну команду, добровільну пожежну дружину. Гроші для їхньої діяльності виділяли брати Климпуші, які на той час володіли найбільшим деревообробним підприємством, інші підприємці. Активно діють «Просвіта», спортивні товариства «Січ», «Сокіл», «Товариство імені Духновича» й інші школи. Учні школи різьбярства виготовляли художні вироби, меблі, що мали попит у Європі. Зараз вироби майстрів села Ясіня знаходяться в Угорщині (Дунай-Кесо, Сомботгей), Чехії (Прага), Румунії (Сату-Маре). Політичні події 1938 року, розвал Чехословаччини, сприяли відродженню прагнень до волі, часів Гуцульської республіки. Жителі селища Ясіня активно підтримували діяльність уряду Карпатської України: Д. Климпуш був комендантом «Карпатської Січі», Степан Клочурак був призначений міністром господарства, а потім військовим міністром. Брати Климпуші всіляко допомагали становленню української влади в краї.

### Карпатська Україна та Друга світова війна

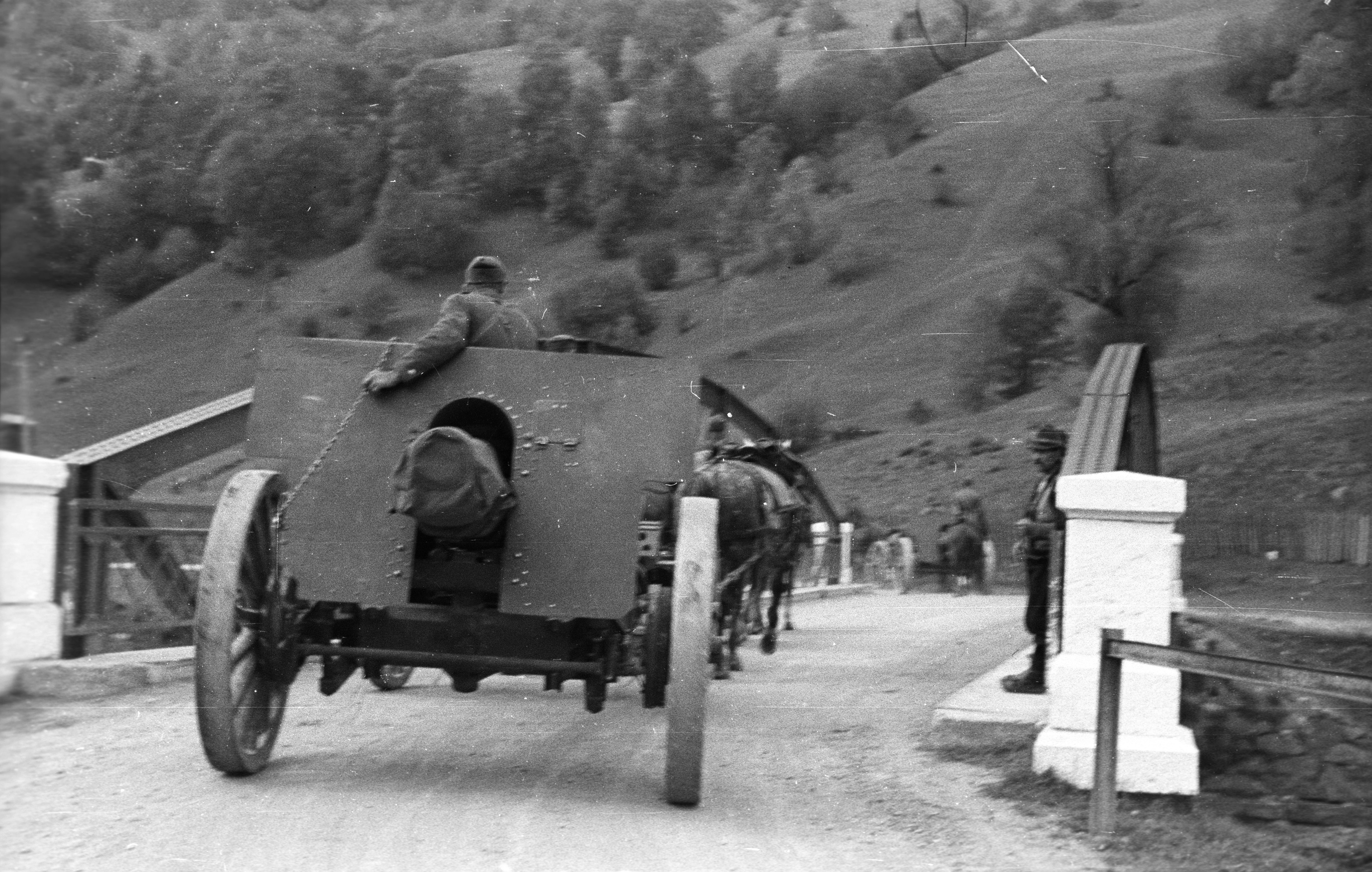
Угорські військові на мості Чорної Тиси на південь від села (1939 рік)

У 1938—1939 роках була проголошена Карпатська Україна. Ясінчани брали активну участь у війні проти Хортистської Угорщини, але під Хустом війська Карпатської України зазнали поразки.
У 1944—1953 деякі жителі селища увійшли до лав ОУН-УПА й вела боротьбу з радянською владою. 2-6 жовтня 1944 року в селі рейдувала сотня «Вікторія», яка нав'язувала контакти із закарпатцями зі складу 13-ї угорської армії . У цей час підрозділи УПА забезпечували відхід частин 27-ї угорської дивізії з «лінії Св. Ласла» (угор. Szent László-állás) до «лінії Арпада» (О. Пагіря).
14 жовтня 1944 року після 17-денного бою селище зайняли радянські війська, звільнивши його від угорців та втративши при цьому 413 воїнів. Створюється, за сприянням радянської військової адміністрації, перехідне державне утворення Закарпатська Україна, яка у 1946 році переходить у склад УРСР вже як звичайна область.

### Радянський період
30 травня 1947 року Ясіня отримало статус селища міського типу. 
З початку хрущовської відлиги розвивається масовий туризм. Так ще раніше, в 1949 році готель "Будапешт" було переформовано в турбазу "Едельвейс", збудовано нові корпуси, відкрито філії турбази, налагоджено курси підвищення кваліфікації для інструкторів, розроблено декілька міжнародних маршрутів. В 60-80х туризм досяг найбільшого розвитку. В турбазі своєчасно оновлювали меблі, проводили концерти, на відпочинок приїздили туристи з усього СРСР. В 1968 році на горі Кострівка було споруджено перший в Україні підйомник. 
Також розвивалась інфраструктура, медицина стає безкоштовною. У цей час в селі будуються: школи, лікарня, будинок культури. Зростає добробут мешканців, селяни зводять нові будинки, з великими вікнами, верандами, просторими кімнатами, та черепичним дахом. В 1978 тут діяли: лісокомбінат, фабрика штучного хутра, ткацький цех Рахівської фабрики художніх виробів, історико-краєзнавчий музей і дві туристичні бази. У січні 1989 року чисельність населення становила 7720 осіб.

### Новітня історія
29 листопада 2015 року єпископ Ужгородський і Закарпатський Варсонофій здійснив Чин освячення новозбудованого храму Святої Трійці.

## Присілки
Свидовець
Свидовець — об'єднано із селищем Ясіня рішенням облвиконкому Закарпатської області № 155 від 15.04.1967.
1789: Szvidovecz (MTH. 118), 1828: Zvidovecz (Nagy 200), 1838: Zvidovecz (Schem. 57), 1882: Szvidobovecz (Hnt.), 1898: Szvidovecz (Hnt.), 1907: Fűrészvölgy (Hnt.), 1913: Fűrészvölgy (Hnt.), 1925: Svidovec, 1930: Svidovce (ComMarmUg. 131), 1967: Свидовецъ (ZO).
Свидове́ць — залізничний пасажирський зупинний пункт Івано-Франківської дирекції залізничних перевезень Львівської залізниці.
Репегів
Згадки: 1902: Repegő , 1907: Repegő , 1944: Repegő, Репегивъ.
Боркань
Перші згадки про колишнє селище Боркань — наприкінці XIX століття. Боркань було об'єднано із селищем Ясіня рішенням облвиконкому Закарпатської області № 155 від 15.04.1967.
Гаврилець
Об'єднано із селищем Ясіня рішенням облвиконкому Закарпатської області № 155 від 15.04.1967.
Перші згадки — наприкінці XIX століття.
Довжина
1785-6: Dosina (MTH. 118), 1789: Dozsina, Contracti Dozsenensis (uo.), 1863: Douzyna (Sebestyén 2008: 208), 1944: Dovzsina, Довжина (Hnt.).
Лопушанка
Об'єднано із селищем Ясіня рішенням облвиконкому Закарпатської області № 155 від 15.04.1967.
Лопушанка була згадана у 1828: Lapussanka (Nagy 200), 1851: Lopusánka (Fényes 3: 38), 1892: Lopusánka (Hnt.), 1898: Lopusánka (Hnt.), 1907: Bíróvölgy (Hnt.), 1913: Bíróvölgy (Hnt.), 1944: Bíróvölgy, Лопушанка (Hnt.), 1967: Лопушанка (ZO).

## Економіка
Однією з основних складових економіки селища є народне господарство: вівчарство, скотарство, бджолярство, мисливство, деревозаготівля та перероблювання, народні промисли.
Вівчарі села Ясіня, як і завжди, від початку створення села, літують на численних полонинах Ясінської долини: Ґропа, Трофаниця, Близниця, Стеришора, Свидовець, Кевел-Дрегобрат, Чорнотисянський-Драгобрат, Кричунєска, Менчіль, Татульський—Менчіль, Татул, Ворожиска, Апшиниска, Ріпта, Левковиць, Медвежі, Плоска, Погарський, Довга, Григорівна, Середня, Озирне, Кукул, Козниска, Павхова-Козниска, Занога, Головчиска, Печініжиска, Ступи, Приморати, Сирилівка, Шумнєска.
Через зручне географічне розташування в Ясіні досить швидко розвивається індустрія туризму та відпочинку — безпосередня наближеність до таких гірськолижних курортів як Драгобрат та Буковель сприяє розширенню інфраструктури. Цікавою туристичною та лікувальною принадою Ясіня стало купання в гуцульському чані.

## Туристична інфраструктура

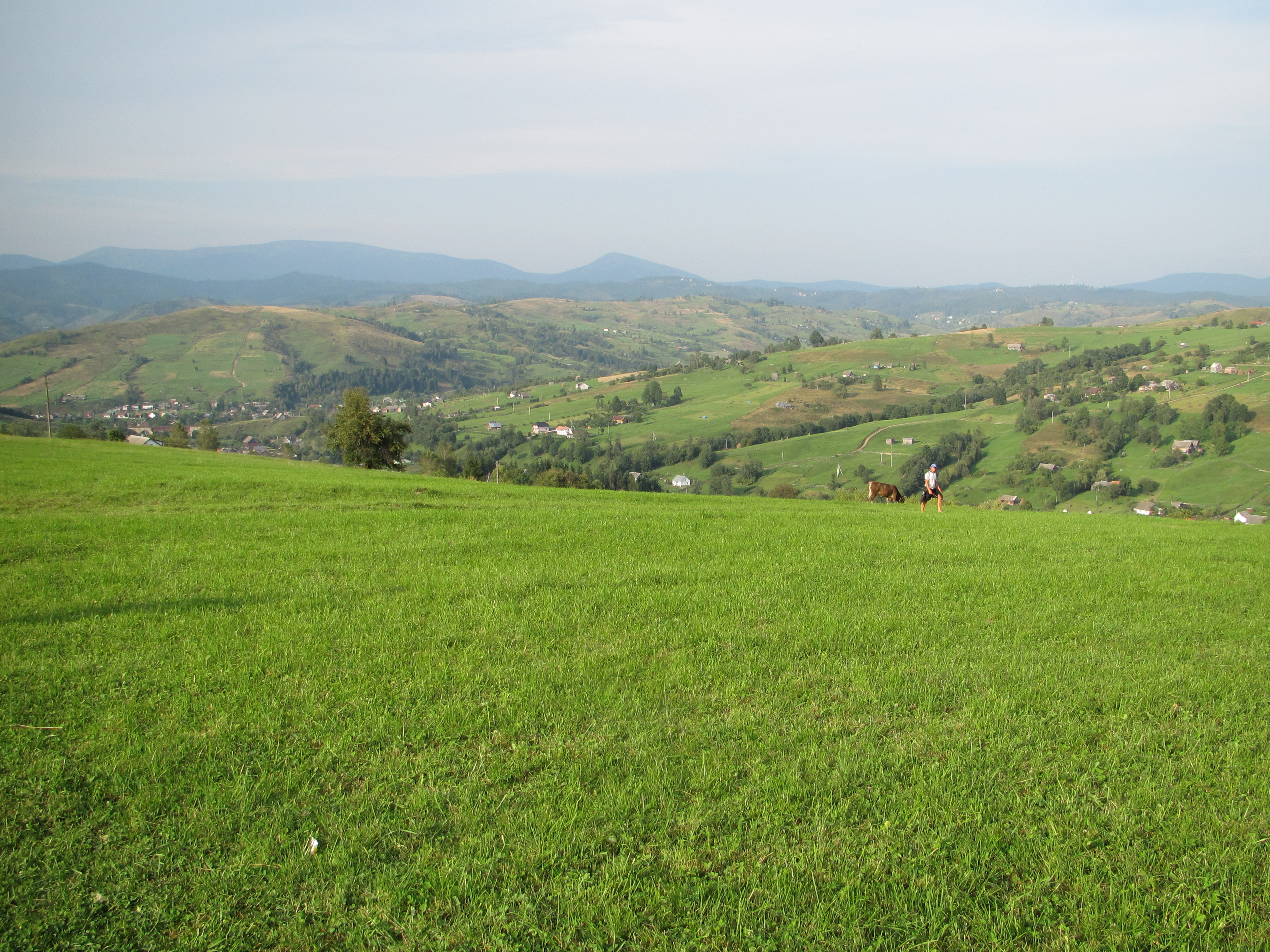
Ясіня влітку

- туристична база «Едельвейс», розташована у центрі селища біля стоку річок Чорної Тиси та Лазещини;
- готель «Ясіня»;
- туристичний готель «У Степана»;
- приватні готелі «У Едити», «У Тараса»;
- мотель «У Мухана»;
- котедж «Олена»;
- приватні садиби «У Моріки», «У Одарки», «Александр»;
- приватні пансіонати «У Ярослава», «У Ірини», «У Ілони»;
- ресторан «Скіфське полювання»;
- готельно-ресторанний комплекс «Золота корона»
- приватна садиба «У Пані Люби»
- приватна садиба «У Романа»

## Пам'ятки природи

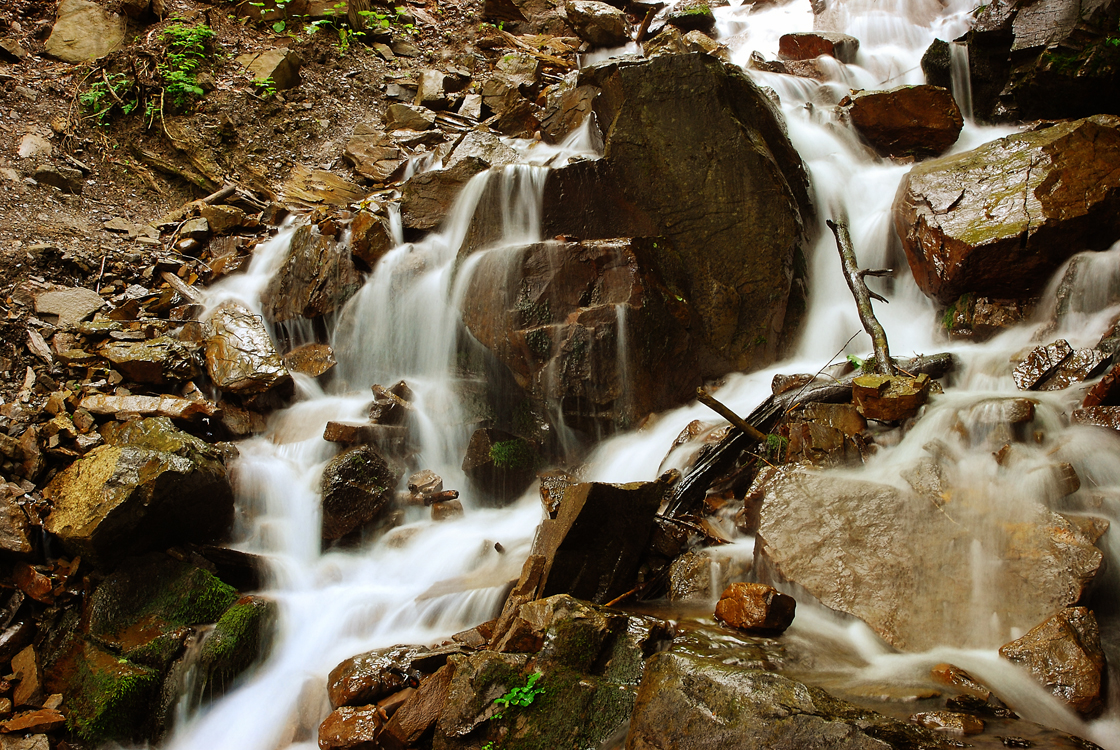
Водоспад Труфанець

- водоспад Труфанець
- Парк культури і відпочинку
- Ясен звичайний (пам'ятка природи)

## Архітектурні споруди

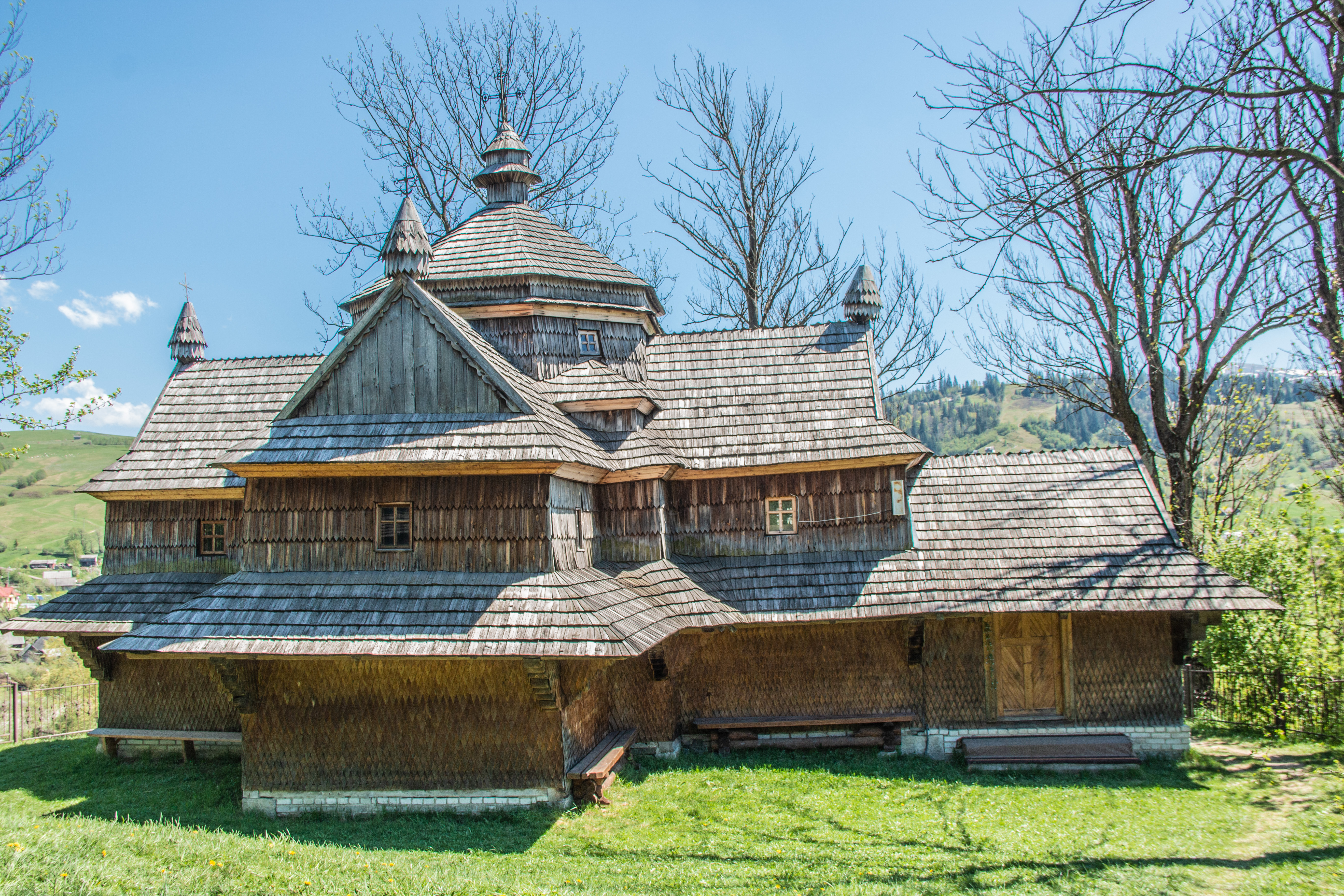
Церква Вознесіння Господнього

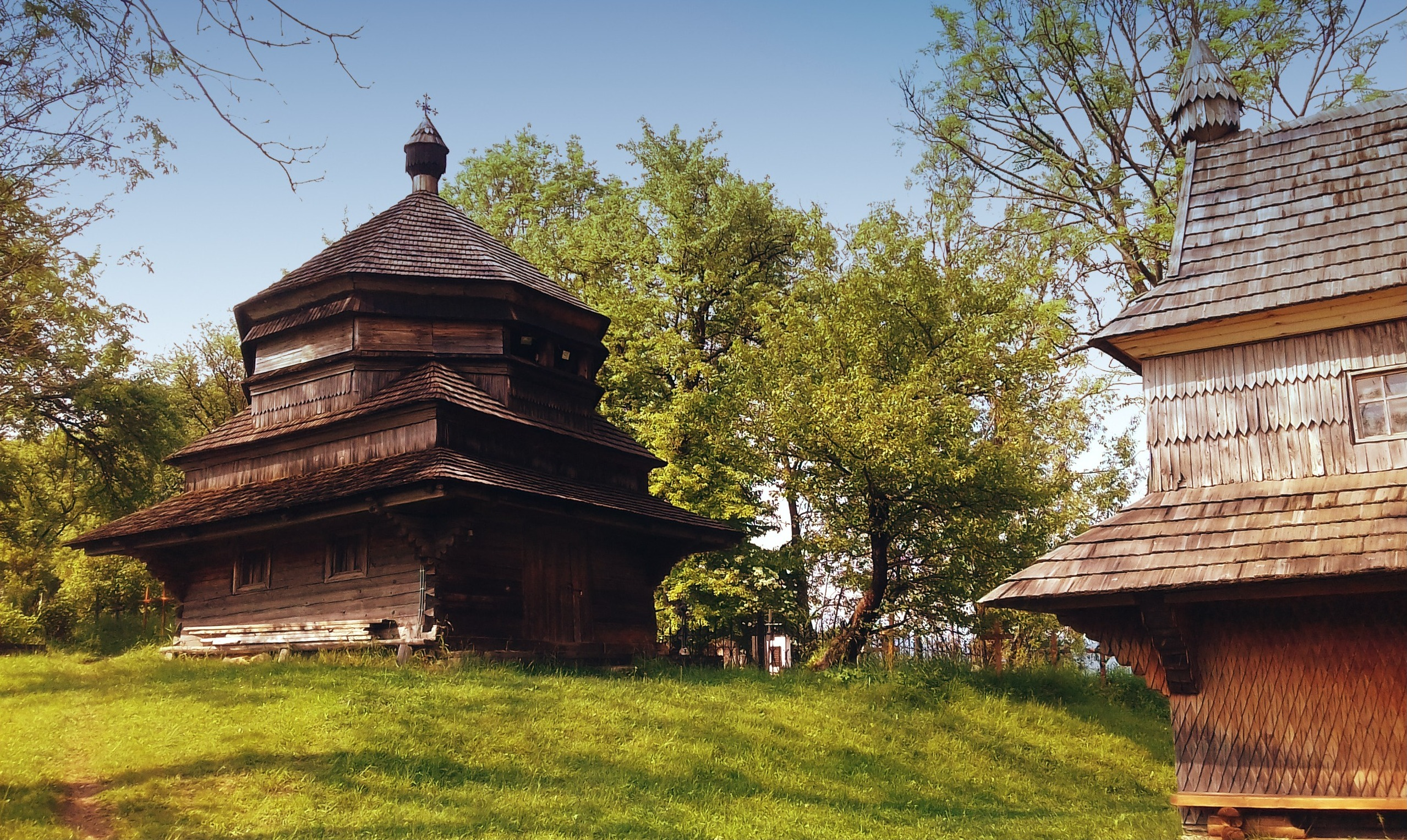
Дзвіниця церкви Вознесіння Господнього

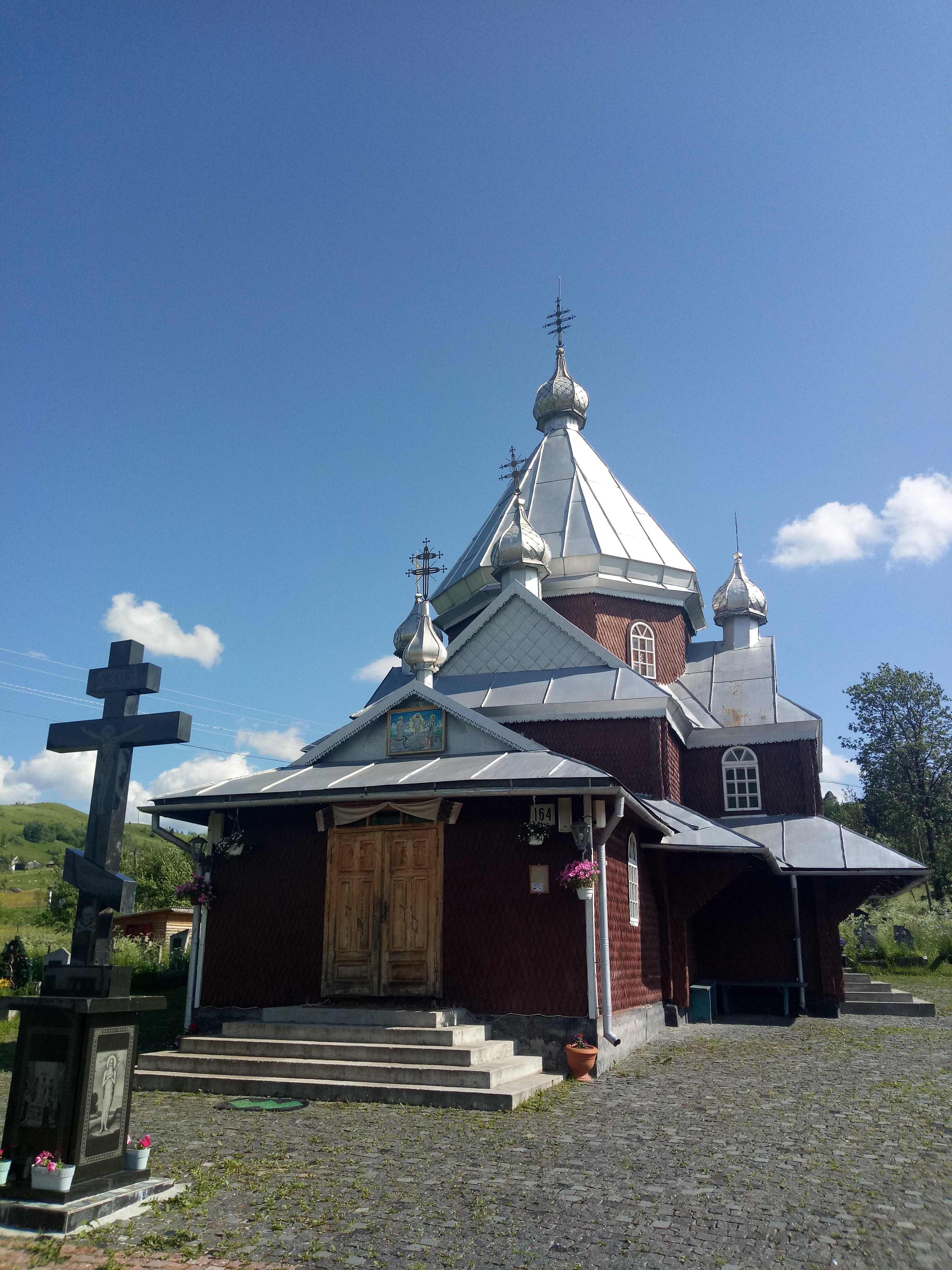
Церква св. Петра і Павла

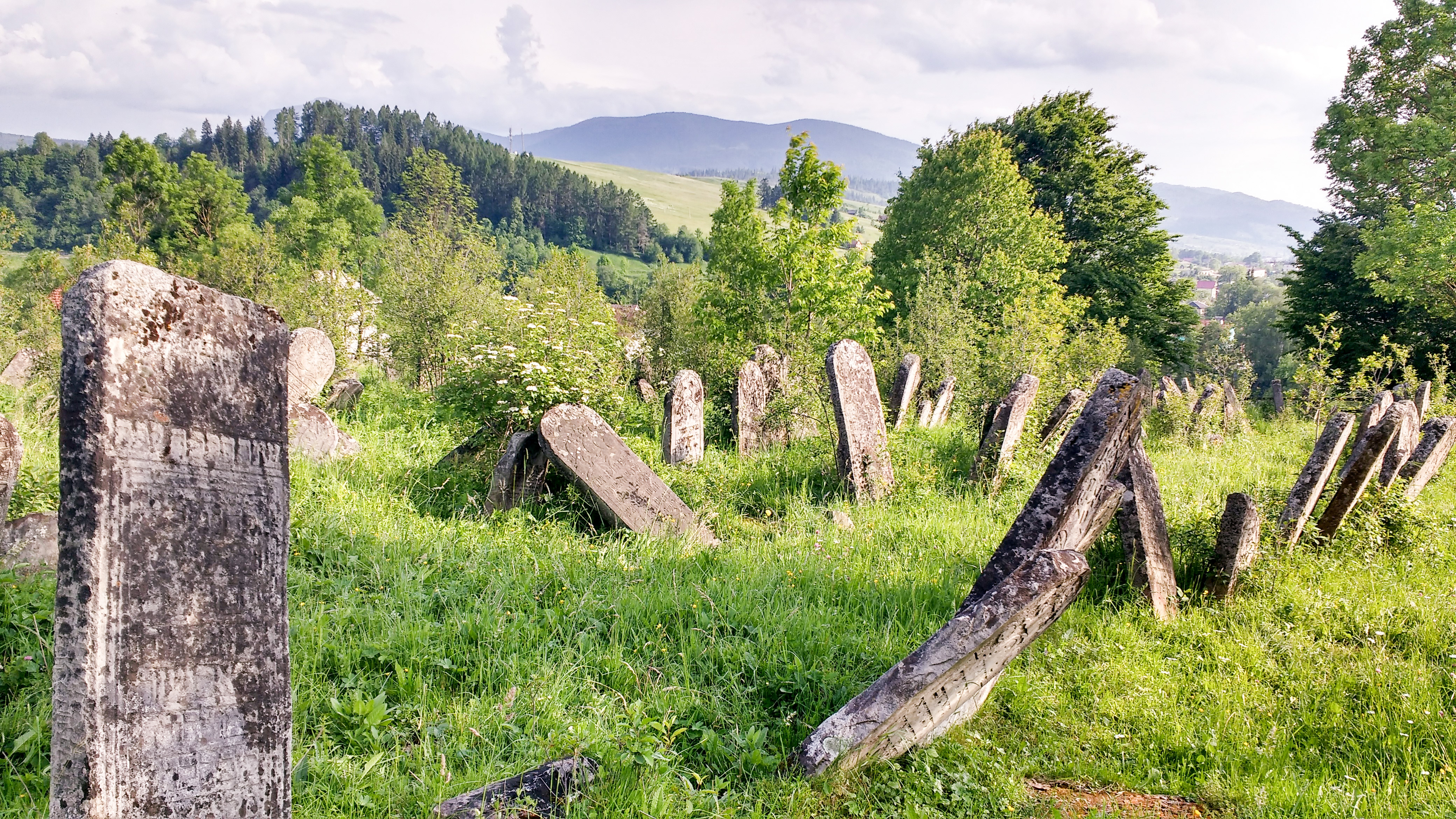
Єврейський цвинтар в Ясіня

#### Дерев'яна церква Вознесіння Господнього, абоСтруківська церква(1824р.) та дзвіниця (1813р.)
Церква в Ясіні — досконалий зразок гуцульської школи дерев'яного будівництва, один з найгарніших і найвідоміших дерев'яних храмів України. 21 червня 2013 року на 37-й сесії Комітету Світової спадщини ЮНЕСКО,  що проходила у Камбоджі, Струківська церква разом з іншими дерев'яними церквами карпатського регіону, була включена у список світової спадщини ЮНЕСКО.
Історія знаменитої Струківської церкви тісно пов'язана з історією заснування села. Місце, де стоїть Вознесенська церква, люди вважають святим і розповідають, як кілька сотень років тому повертався додому на галицький бік Карпат гуцул Іван Струк із села Зеленого з отарою овець. Добра погода і чарівна долина затримали пастуха, а коли вдарили морози, він кинувся до перевалу, але було вже пізно.
Раптова зима засипала снігом дорогу. Іван Струк зрозумів, що овець провести через перевал не вдасться, і вернувся в долину. Збив сяку-таку кошару і залишив овець напризволяще в ясеновій хащі, а сам повернувся додому. Навесні Іван Струк з сином вернувся на місце, де залишив отару, щоб знайти хоч залишки овець. Яке ж було його здивування, коли він побачив усіх овець живими та ще й з приплодом. Тільки чудом можна було пояснити рятунок стада.
Струк збудував на цім місці каплицю, а також хату з найбільшого ясеня, пень якого був такий широкий, що довкола нього могли сісти 12 людей, а в долині заснував село і дав йому назву Ясіня. Пізніше на місці каплиці збудували церкву.
Церква Вознесіння є однією з найдосконаліших дерев'яних церков на всій Гуцульщині. Є якісь чари в співвідношеннях бічних рамен та центрального зрубу, в гладко тесаних колодах зрубів, у ґонтових покрівлях дахів і в маленьких ліхтариках над ними.
Церкву необхідно обійти довкола, щоб мати просторову уяву про неї, щоб оцінити колену її частину. На одвірку церкви вирізано напис про те, що в 1894 р. Василь Попадюк дав кошти на престіл, а Гриць Павлючок, Петро Павлючок та Юра Сплящук (або Спащук) робили підвалини та іншу роботу з оновлення церкви. У 1994 р. до західного зрубу добудували з дерева довгий коридор.
Дзвіниця Вознесенської церкви за своїми архітектурними та художніми якостями займає місце серед найдосконаліших витворів закарпатського народного зодчества. Всі, хто писав чи говорив про ясінську дзвіницю, в один голос визнавали її найгарнішою, найдосконалішою, такою, що не має собі рівних у краї. Нижній чотиристінний зрубний ярус вище піддашшя переходить у восьмерик, який оптично поділяється на три частини дашками. Вкриває дзвіницю восьмисхиле шатро, увінчане главкою з хрестом. Світло і тінь вимальовують вишукані форми, акцентують горизонтальні членування, окреслюють кожну деталь дзвіниці. Висота смерекової споруди — 11 м.
Розповідають, що вона була перенесена до Вознесенської церкви в 1895 р. від знищеної пожежею церкви в північній частині селища (можливо, від церкви Св. Духа, що стояла в Нижній Ясіні і датувалася 1642 р.). Верхній одвірок декоровано композицією з хреста і солярних знаків і написом: «ANNO DOMINI 1813». Архітектори Б. Я. Киндзельський та І. Р. Могитич реставрували церкву і дзвіницю в 1971 р.
Парох Ясіня Юлій Бачинський був в'язнем сибірських таборів від 1949 по 1956 р.

#### Інші архітектурні об'єкти села
- Церква Різдва Богородиці. У 1801 р. у верхній частині села була стара дерев'яна церква, що не підлягала ремонту, але вже існував урядовий проєкт нової церкви. Після її зруйнування збудували кам'яну церкву типової базилічної форми, присвячену Різдву пр. Богородиці;
- Церква Св. Михаила на вул. Стебний (XIX ст.);
- Церква св. ап. Петра і Павла;
- Костьол святих Петра і Павла (1814 р.);
- Покровська церква (1903 р.). У 1801 р. в Нижній Ясіні була дерев'яна церква в доброму стані, забезпечена необхідними атрибутами. Шематизми Мукачівської єпархії за 1883 та 1915 р. згадують у Нижній Ясіні дерев'яну церкву Зішестя св. духа, збудовану в 1642 р. Церква згоріла в 1896 р., а в 1903 в нижньому кінці Ясіня збудували велику муровану церкву базилічної форми, яку освятив єпископ Юлій Фірцак;
- Каплиця Вознесіння Господнього (1931). Каплиця, збудована у формах класичної гуцульської п'ятизрубної церкви, безперечно, належала до цікавих пам'яток народної архітектури. Організував спорудження каплиці о. Олекса Кабалюк. Розповідають, що церкву і каплицю разом з кількома будинками спалили угорці (очевидно, йдеться про воєнні дії) 27 вересня 1944 р;
- Церква св. Івана Хрестителя (1926). Церкву збудували коштом вірників за ініціативою архімандрита о. Олекси Кабалюка. Гарна, пропорційна споруда належала до храмів «середньогуцульського» стилю. Подібно до православної церкви в Розтоках, споруда мала вежки з шатрами над невеликими бічними раменами та на гребені даху над вівтарем. У наві був гарного різьблення двоярусний іконостас. Образи намісного ряду прикрашали різьблені рами, а найпишніше було вирізьблено царські та бічні двері. Наступний празниковий ряд утворювали викладені в один ряд 12 ікон у простих рамах та «Тайна вечеря» посередині. Чудовим зразком гуцульського різьбарства була свічкова люстра, виконана учнями Ясінської різьбарської школи. Люстру купив і подарував церкві куратор православної громади Юра Кабалюк, про що свідчив напис: «ДАРОВАВ 30.VI.1926 ЮРА КАБАЛЮК ИЗ ЯСІНІ». Розповідають, що церкву і каплицю разом з кількома будинками спалили угорці (очевидно, йдеться про воєнні дії) 27 вересня 1944 р;
- Єврейське кладовище (19 ст.);
- оборонні елементи Лінії Арпада.

## Пам'ятники

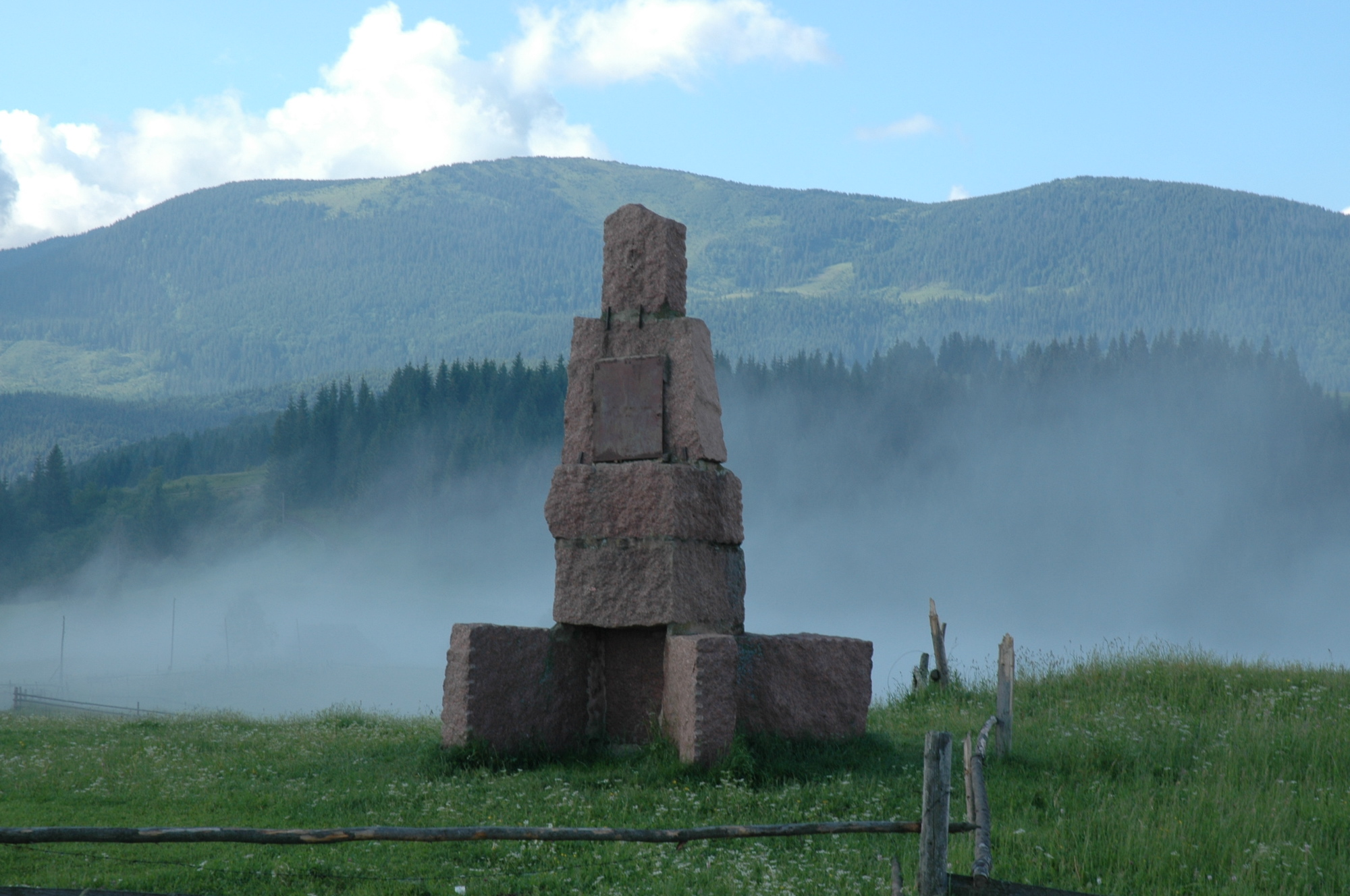
Пам'ятна стела герою Радянського Союзу Расулу Ісетову

- пам'ятник Олексі Борканюку (скульптор — Іван Кушнір, відкрито у 1954 р.)
- пам'ятник Степанові Клочураку та Українській народній раді в Ясіню (скульптор — Михайло Белень, відкрито у 2011 р.)
- пам'ятник братам Климпушам (скульптор — Михайло Белень, відкрито у 1997 р.)
- пам'ятник невідомому солдатові
- пам'ятний хрест воякові УПА Богданові Кувіку
- пам'ятна стела герою Радянського Союзу Расулу Ісетову[ru]
- Пам'ятник «Небесній Сотні»

## Спорт

### Футбол
Докладніше: «Говерла» (Ясіня)
Футбольна команда «Говерла» смт Ясіня була заснована в 1947 році як команда працівників місцевого лісокомбінату «Радянські Карпати». За період існування вона майже завжди виступала в чемпіонатах Закарпатської області.
Після розпаду СРСР команда на деякий час перестала існувати, але згодом була відроджена завдяки ентузіазму тренера Леоніда Овода, колишнього вихованця команди. 2003 року футбольна команда «Говерла» була перейменована в Футбольний клуб. Президентом клубу було обрано депутата Закарпатської обласної ради Антона Зелінського.
Грає футбольна команда «Говерла» у чорно-червоній формі.
У 2008 році «ФК Говерла Ясіня» стала «Срібним Призером» Чемпіонату Закарпаття в Супер-Лізі.
У 2010 році на Чемпіонаті «Гуцульської Ліги» Рахівського району команда здобула «срібло».
З 2011 року «ФК Говерла Ясіня» виступає в Першій Лізі Закарпаття.

### Лижні види спорту
У Ясіні тривалий час функціонували гірськолижні школи спортивних товариств «Колос» і «Спартак». Її вихованці ставали призерами союзних чемпіонатів, чемпіонами та призерами республіканських і українських першостей.
У Лазещині добрих успіхів досягла школа з лижного спорту — брати Білосюки захищають честь збірної України на міжнародних змаганнях, у тому числі і на Зимовій Олімпіаді (Ванкувер)

## Культура
Славився Ясіня самобутньою народною творчістю та художньою самодіяльністю. Довгий час візитівкою селища був народний самодіяльний ансамбль пісні та танцю «Гуцульщина» (художній керівник — народний композитор та диригент Василь Калинюк), який успішно гастролював найкращими сценами колишнього СРСР та країн соцтабору.

## Відомі особи

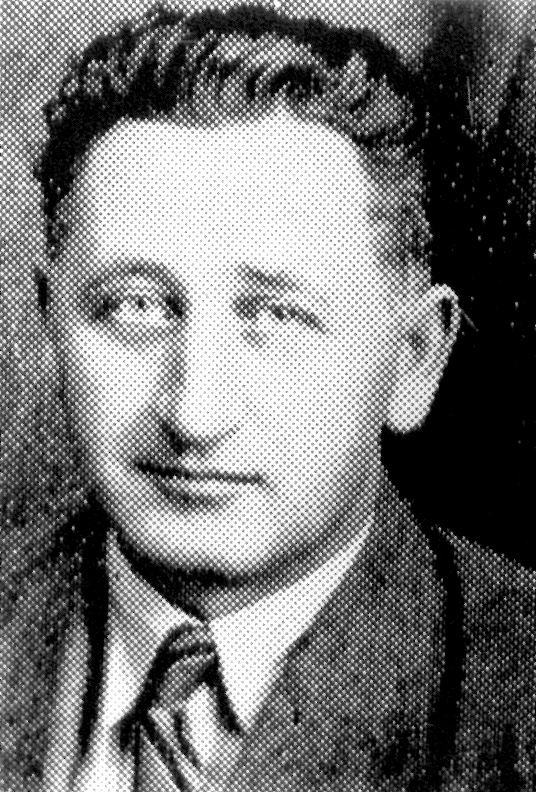
Степан Клочурак — президент Гуцульської республіки

Василь Климпуш — один з керівників Гуцульської республіки

#### Уродженці Ясіні
- Степан Клоручак — український закарпатський громадсько-політичний діяч, журналіст, президент Гуцульської республіки, міністр господарства та оборони Карпатської України.
- Іванчо Даніель — єпископ греко-католицької митрополії в Піттсбурзі американського екзархату Русинської греко-католицької церкви.
- Олексій Кабалюк — архімандрит, активіст руху за відродження православ'я на Закарпатті.
- Дмитро Німчук — депутат першого Сойму Карпатської України.
- Іван Ковбаснюк — український гірськолижник, член збірної України на Олімпійських іграх 2018 та 2022 років.
- Василь Климпуш — один із керівників Гуцульської республіки у 1918 році, посол Сойму Карпатської України.
- Дмитро Климпуш — один з перших на Закарпатті українських підприємців, один із керівників Гуцульської республіки у 1918 році.
- Мирослав Климпуш (* 1945) — український державний діяч, інженер, спортсмен.
- Орест Климпуш — український політик, інженер, дипломат.
- Бела Баккай — угорський поет.
- Дмитро Бандусяк — окружний провідник ОУН Закарпаття у 1944—1946.
- Андрій Білусяк — депутат Верховної Ради УРСР 2-го скликання.
- Олекса Борканюк — керівник комуністичного руху в Закарпатській Україні.
- Еміль Двігалли[hu] — угорський урядовець середньої школи.
- Наталя Микольська (* 1980) — юрист, урядовець.
- Василь Молдавчук — генерал-майор МВС України.
- Йосип Надольський (1960—2013) — український вчений, кандидат політичних наук, доцент кафедри політології Східноєвропейського національного університету імені Лесі Українки.
- Володимир Тимчук (нар. 1979) — український письменник, поет, перекладач, військовослужбовець.
- Михайло Тулайдан (1908—1987) — різьбяр, кандидат в члени спілки художників СРСР.
- Фелкай Ференц — угорський письменник і журналіст.
- Йосип Франц (* 1956) — професор Національної музичної академії України ім. П. І. Чайковського, художній керівник та головний диригент симфонічного оркестру «Ренесанс», заслужений діяч мистецтв України.
- Михайло Петрович Андріюк (1969—2023) — відзначився під час захисту України внаслідок повномасштабного вторгнення РФ. Загинув у селі Іванівське Донецької області. Був командиром бойової машини, командиром 3 штурмового відділення 2 штурмового відділу 6 штурмової роти 2 штурмового батальйону військової частини А4010 ЗСУ.[8]

#### У Ясіні зростали, формувалися та працювали
- Маруся Тисянська — поетеса.
- Василь Калинюк (6.1.1937—15.3.2017) — композитор, диригент, заслужений діяч культури УРСР.
- Василь Качуряк (1917—1998) — освітянин, поет, лісник.
- Антін Кущинський — військовик І української революції, публіцист, громадський діяч, педагог (у школі с. Кевелів).
- Василь Нетяженко — вчений у галузі терапії, член-кореспондент Академії медичних наук України (2002), заслужений діяч науки і техніки України (2001).
- Іван Онуфрак (1941—2015)  — засновник та художній керівник народного аматорського ансамблю танцю «Візерунок» (м. Надвірна Івано-Франківської обл.).
- Улас Самчук — письменник, працював над романом «Гори говорять».
- Світлана Сварич (Процюк) — педагог-організатор школи мистецтв ім. М. Леонтовича, художній керівник хору «Мелодія» (Київ).
- Василь Студеняк (1922—2006) — педагог-організатор, актор самодіяльної драматургії.

## Туристичні місця
- храм св. Івана Хрестителя (1926)

- єврейське кладовище (XIX ст.)

- оборонні елементи Лінії Арпада

- дерев'яний храм Вознесіння Господнього або Струківська церква

- водоспад Труфанець

- парк культури і відпочинку

- памятка природи Ясен звичайний
- «капличка Довбуша», споруджена коштом ватага 1750 року.

- пам'ятник Степанові Клочураку та Українській народній раді в Ясіню

- пам'ятник братам Климпушам

- пам'ятник невідомому солдатові

- пам'ятний хрест воякові УПА Богданові Кувіку

- пам'ятник «Небесній Сотні»

## Галерея

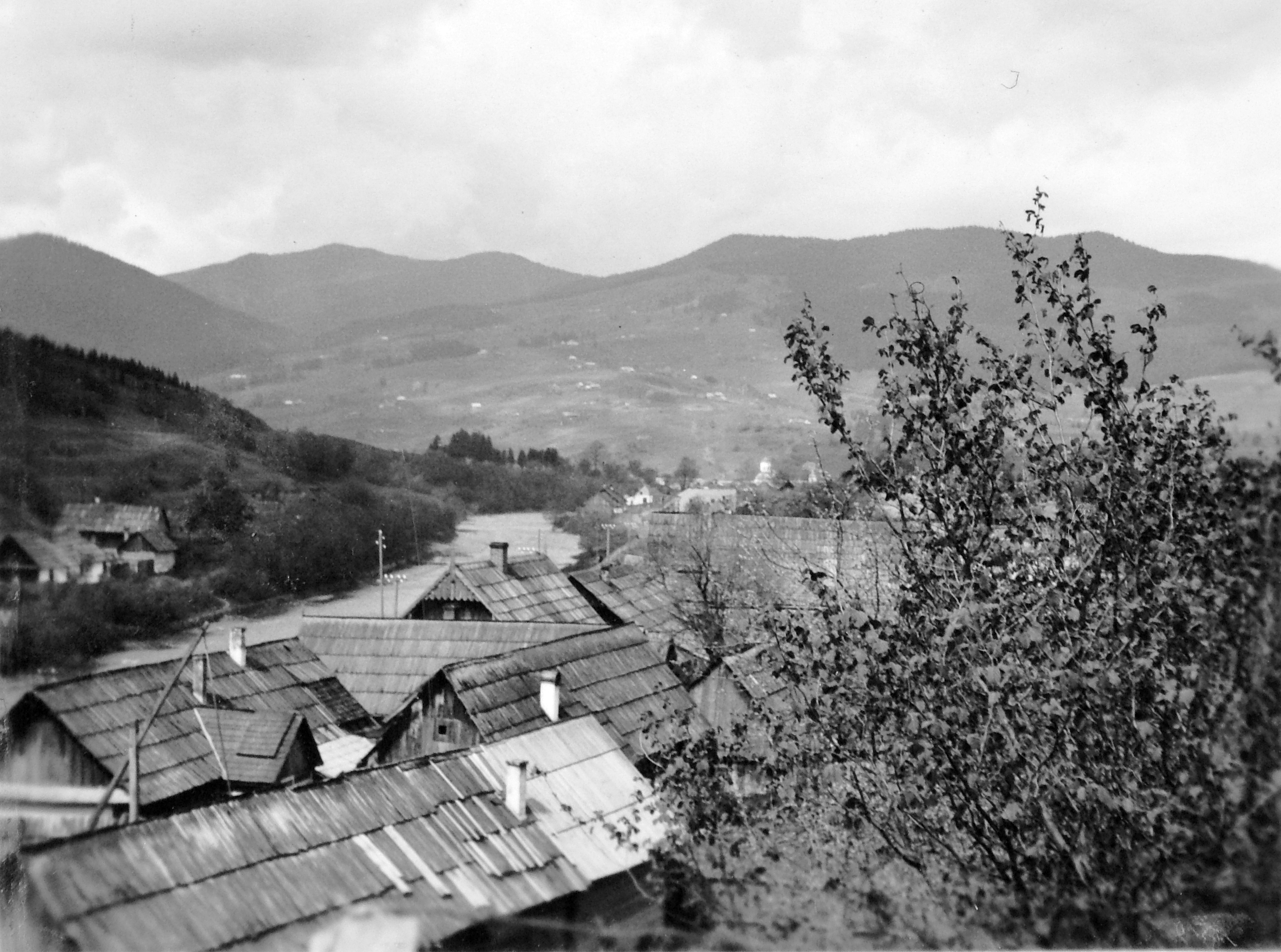
Вид на Ясіня (1941 рік)
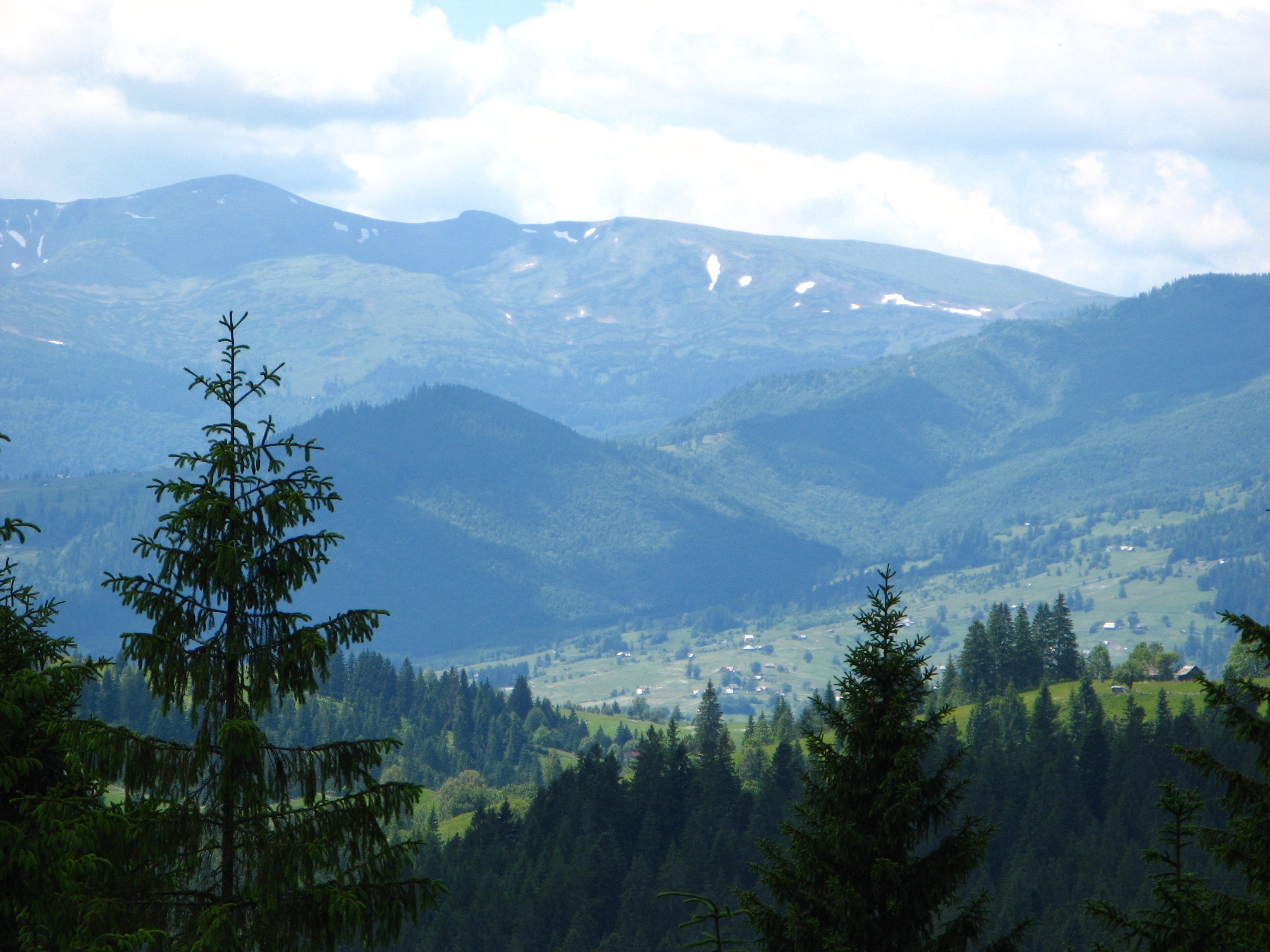
Вигляд з Яблуницького перевалу на смт Ясіня і Свидовець
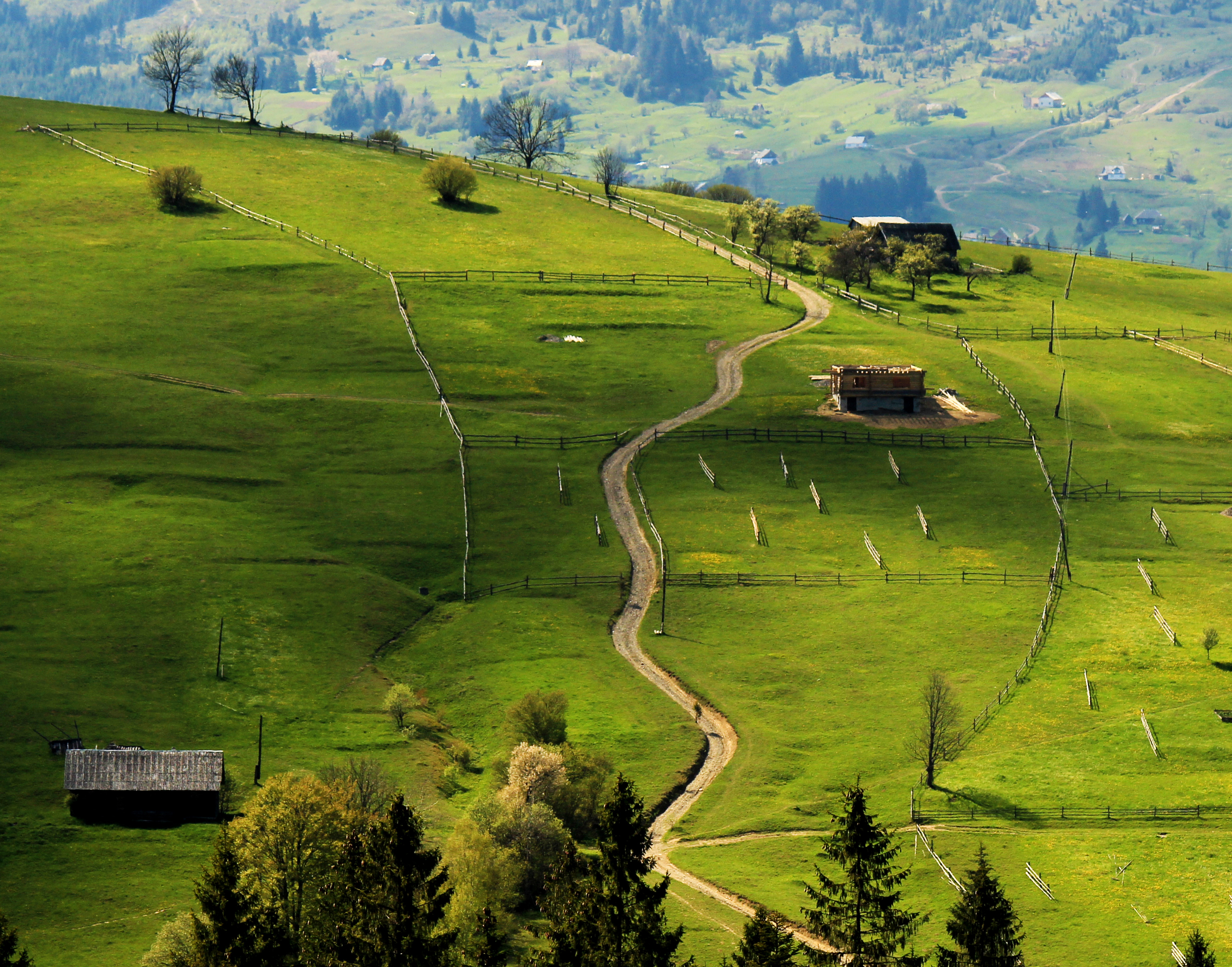
Типові ландшафти Ясіня
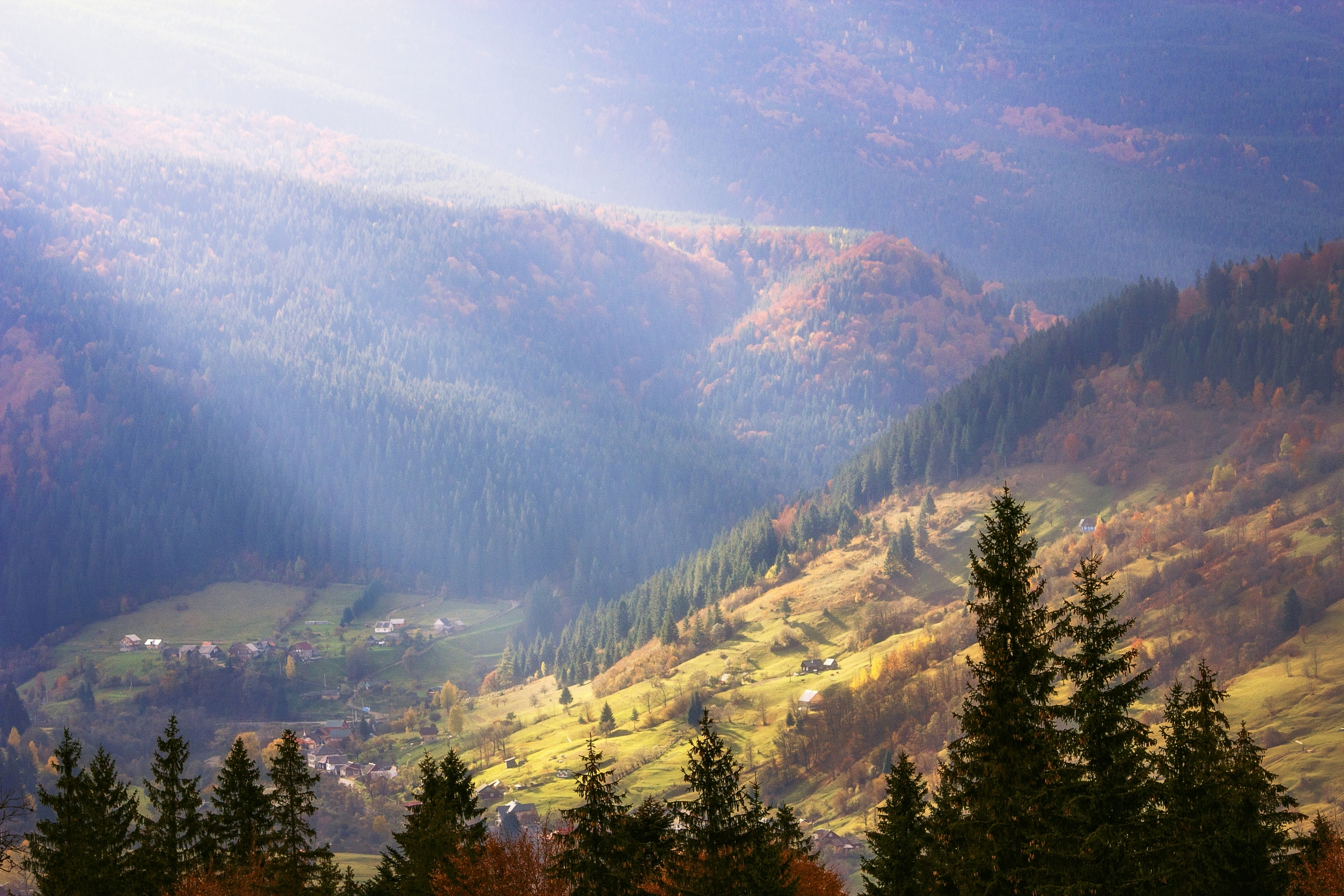
Осінь у Ясіня
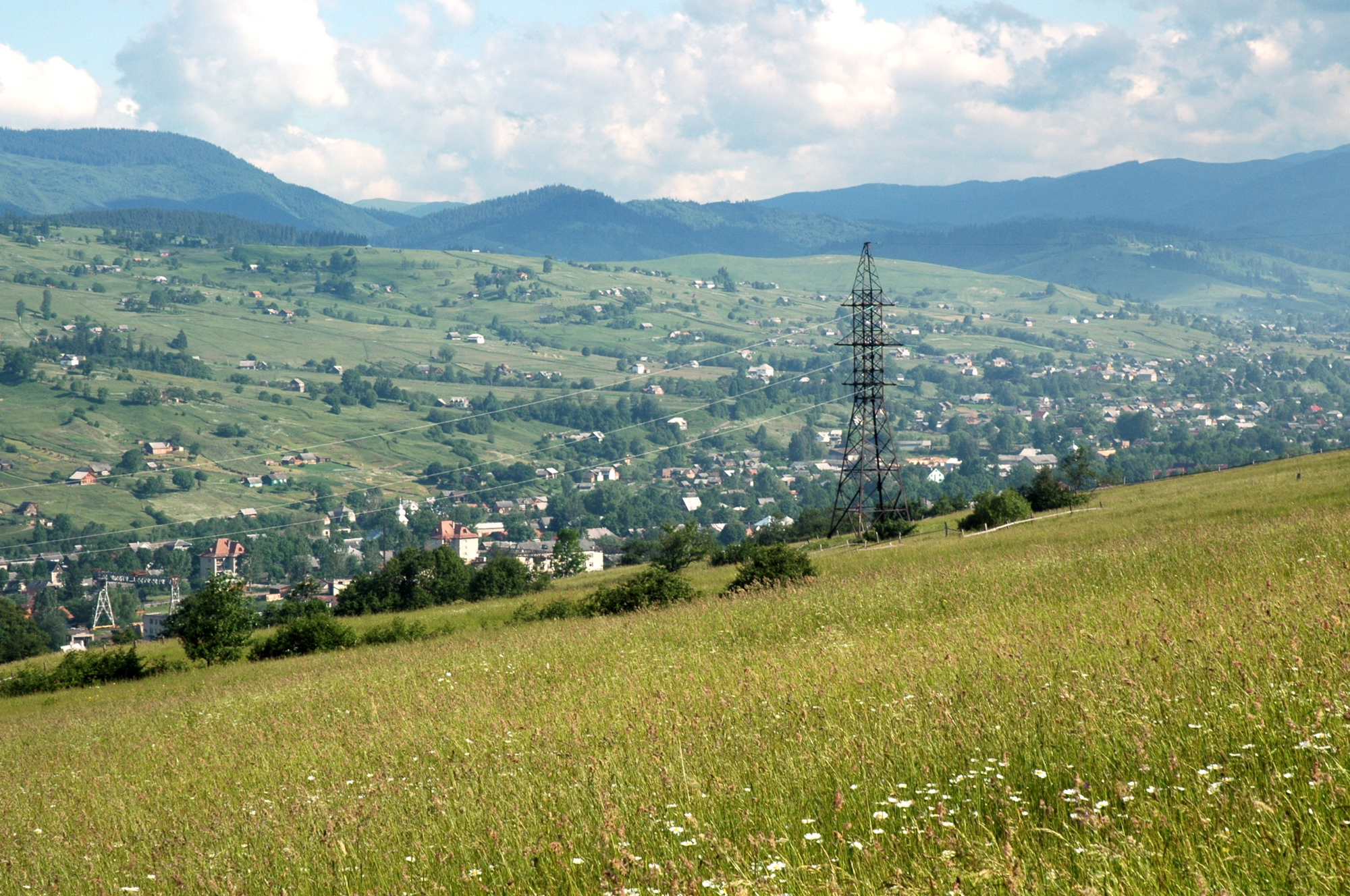
Вид на центральну частину селища